# São Geraldo da Piedade
São Geraldo da Piedade là một đô thị thuộc bang Minas Gerais, Brasil. Đô thị này có diện tích 153,527 km², dân số năm 2007 là 4768 người, mật độ 32,4 người/km².